# Dolly Parton
Dolly Rebecca Parton (Sevierville, Tennessee, 19 de enero de 1946) es una cantante, compositora, actriz, productora, escritora, filántropa y empresaria estadounidense. Está considerada como una de las mejores cantantes de la música country, así como una de las principales figuras artísticas de este género. Durante más de cinco décadas, ha sido reconocida su faceta innovadora, en particular por sus trabajos de los años 1970 y 1980, y por su peculiar voz; se hace referencia a ella frecuentemente como «la Reina del country».
A pesar de haber lanzado un álbum (Hello, I'm Dolly) y varios sencillos antes, Parton consiguió notoriedad a finales de 1967, cuando se unió al programa de televisión presentado por el músico Porter Wagoner. Junto a Wagoner, formó una de las parejas de compositores más exitosas del siglo XX, reconocida como la más comercialmente exitosa y críticamente aclamada en la historia de la música country. Cuando el dúo comenzó a desintegrarse hasta su disolución en 1976, Parton consolidó su carrera como solista, marcada por varios álbumes aclamados por la crítica, incluyendo Jolene y All I Can Do, y canciones de iconos como «Jolene» y «I Will Always Love You». Esta última alcanzaría éxito planetario dos décadas después, interpretada por Whitney Houston.
Parton consiguió, en 1977, su primer éxito dentro del country pop, gracias a su sencillo «Here You Come Again», perteneciente a su disco Here You Come Again, el cual logró vender más de un millón de copias, cifra que alcanzaron varias de sus siguientes grabaciones. Logró números uno en América del Norte con el sencillo «9 to 5» y su correspondiente álbum, 9 to 5 and Odd Jobs. Colaboró con Kenny Rogers en el número uno de las listas de venta «Islands in the Stream» para, poco después, volver a conseguir éxito comercial dentro del country tradicional con sus discos Trio (1987), que grabó junto a Linda Ronstadt y Emmylou Harris, y White Limozeen (1989), del que se extrajeron sencillos como «Why'd You Come in Here Lookin' Like That» y «Yellow Roses». A su vez, procedió a dedicarse a filmar películas para Hollywood y bandas sonoras, algunas de ellas valoradas por la crítica.
Después de dispares éxitos comerciales a lo largo de toda la década de 1990, Parton sorprendió tanto a los críticos como a sus seguidores con el disco The Grass Is Blue, el primero de una trilogía de álbumes de bluegrass que lanzó bajo el respaldo del sello independiente Sugar Hill Records entre 1999 y 2002. Todos estos álbumes entraron en el Top 10 británico, además de que recibieron elogios de la crítica. Después de esto, siguió experimentando con distintos estilos musicales, incluyendo góspel, adult contemporary, pop, rock y folk-rock.
A lo largo de su carrera, Parton ha sido reconocida y honrada por sus composiciones, interpretaciones y grabaciones. Sus discos le han valido siete premios Grammy, así como varias nominaciones a los Globos de Oro y a los premios de la Academia, y su nombre se halla en el Salón de la Fama de Compositores de Nashville y el Salón de la Fama de los Compositores. En 2025, recibió el premio Óscar honorífico Jean Hersholt. En total, todas sus ventas superan los 100 millones de álbumes, lo cual la convierte en una de las artistas que más discos ha vendido a lo largo de la historia. En 2004, la revista Rolling Stone la posicionó en el puesto número 73 de su lista de los mejores cantantes de todos los tiempos.

## Biografía

### Infancia y orígenes musicales (1946-1967)

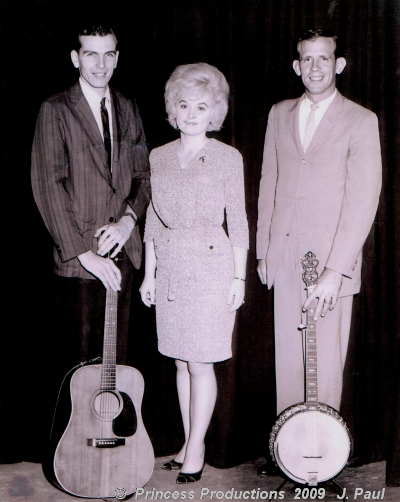
Parton junto a Larry Mathis y Bud Brewster.

Dolly Parton nació el 19 de enero de 1946 en Sevierville, Tennessee. Hija de Robert Lee Parton y Avie Lee Owens, es la cuarta de doce hermanos. Sus hermanos son: Willadeene "Will" Parton (poeta), David Parton, Denver Parton, Robert "Bobby" Parton, Stella Parton (cantante), Cassandra "Cassie" Parton, Larry Parton (quien murió poco después de nacer), Randy Parton (cantante), los mellizos Floyd Parton (compositor) y Freida Parton, y Rachel Dennison (actriz). Según lo que ha dicho ella misma, su familia era "extremadamente pobre" ["dirt-poor"]. Vivían en una rústica cabaña de una sola habitación en Great Smoky Mountains, cerca de Locust Ridge. Los padres de Dolly eran feligreses de la iglesia Asamblea de Dios, una denominación Pentecostal, y la música formaba parte de su experiencia en la iglesia.
Parton comenzó a demostrar interés por la música a muy temprana edad. Ingresó al ámbito musical en 1955 cantando en programas de radio de la estación WIVK Radio y en el programa de televisión The Cas Walker Show, el cual se emitía en vivo desde la ciudad de Knoxville. Poco después firmó un contrato con el sello discográfico Goldband Records y en 1959 publicó su primer sencillo, titulado «Puppy Love», sin alcanzar el éxito. En ese mismo año apareció por primera vez en el ciclo Grand Ole Opry, un conocido programa de música country. Allí conoció a Johnny Cash, quien vio el potencial que tenía la voz de Parton y no dudó en animarla a perseguir sus sueños.
Parton se trasladó a Nashville, Tennessee, en el año 1964, un día después de finalizar sus estudios en el colegio secundario. Allí se instaló en la casa de su tío Bill Owens, un músico que la ayudó a ingresar al circuito musical de Nashville. Durante la época, Parton compuso canciones con influencias de géneros country y folk para los cantantes Hank Williams Jr. y Skeeter Davis.
A finales de 1965, Parton firmó un contrato con el sello discográfico Monument Records. Inicialmente los ejecutivos de la discográfica intentaron presentarla como cantante pop. Su primer sencillo, "Happy, Happy Birthday Baby", no llegó a entrar en las listas de éxitos. Acordaron entonces que se dedicase a la música country, después de que compusiera el tema "Put It Off Until Tomorrow" para Bill Phillips. Aunque participó en las armonías de "Put It Off Until Tomorrow", no apareció en los créditos. Por su parte, la canción llegó al sexto puesto de las listas country en 1966.
Su siguiente sencillo fue "Dumb Blonde", canción compuesta por Curly Putman que alcanzó el puesto 24 de las listas country en 1966. A comienzos de 1967, publicó un sencillo titulado "Something Fishy", que llegó a la posición número 17 de las listas country. Ambos temas ayudaron a la publicación de su primer álbum de estudio, Hello, I'm Dolly. Gran parte de las canciones incluidas en él fueron compuestas por Parton y Bill Owens. El álbum obtuvo escaso éxito comercial, por lo que Monument Records rescindió su contrato.

### Con Porter Wagoner (1967-1974)
Las perspectivas de la carrera musical de Parton comenzaron a mejorar cuando en 1967 aceptó unirse al programa semanal de música country de Porter Wagoner y al firmar un contrato discográfico con RCA Victor. Inmediatamente, ella y Wagoner iniciaron una exitosa trayectoria como dúo, sumando las carreras que ambos tenían como solistas. El primer sencillo que publicaron juntos fue "The Last Thing on my Mind", una nueva versión de la canción interpretada originalmente por Tom Paxton. Llegó al top 10 de las listas country a finales de 1967 y formó parte del primer álbum de estudio que lanzaron juntos, llamado Just Between You And Me. Permaneció en el programa de Wagoner y siguió grabando duetos con él durante siete años más.

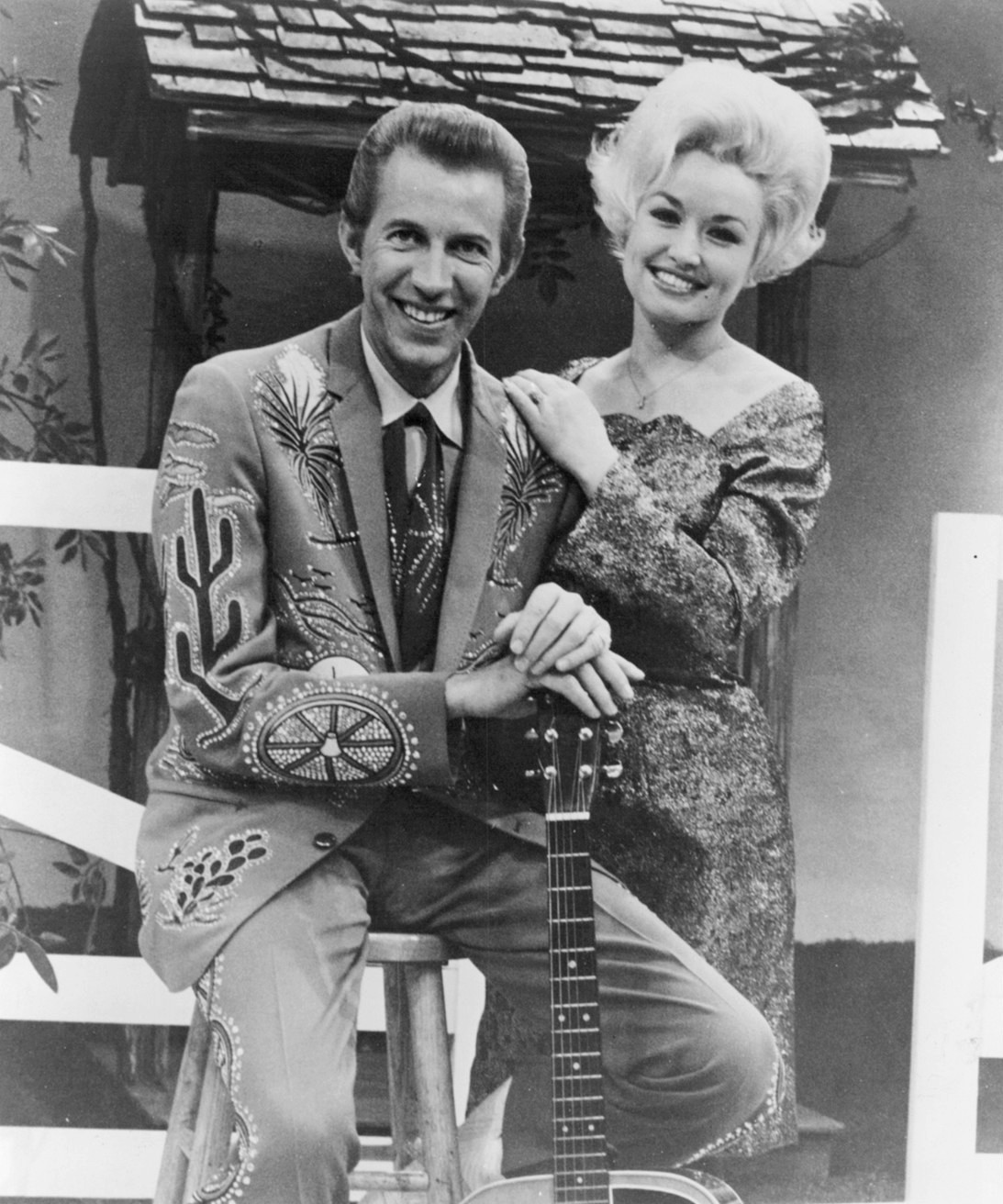
Porter Wagoner y Dolly Parton en 1969

Parton lanzó su segundo álbum de estudio en solitario en 1968, titulado Just Because I'm a Woman. Al mismo tiempo, la cantante colaboró en la interpretación vocal de dos sencillos con Porter Wagoner, "Just Someone I Used To Know" y "Daddy Was An Old Time Preacherman" en 1969 y 1970, respectivamente. Los intérpretes fueron nominados al premio Grammy en la categoría de "Mejor actuación country de un dúo o grupo" por ambas canciones.
A mediados de 1970 lanzó A Real Live Dolly, una colección de canciones en vivo sacadas de un concierto que brindó en Sevierville, Tennessee en abril de ese mismo año. A Real Live Dolly alcanzó como máxima posición el número 154 en la lista estadounidense Billboard 200. Sus siguientes cuatro álbumes de estudio (In the Good Old Days (When Times Were Bad), My Blue Ridge Mountain Boy, The Fairest of Them All y Golden Streets of Glory) tuvieron un escaso éxito comercial.
Al mismo tiempo, su séptimo álbum, Joshua, publicado en febrero de 1971, sirvió a Parton para crecer como cantante y especialmente como compositora. Gran parte de las canciones incluidas en el álbum fueron inspiradas en los humildes orígenes de la artista y en personajes y eventos de su infancia. El sencillo homónimo al álbum fue la primera de sus canciones en llegar al primer puesto de la lista de éxitos Hot Country Songs. En el mismo año lanzó el álbum Coat of Many Colors, también con gran aceptación por parte de los críticos musicales.
En 1974, Parton lanzó el álbum Jolene, el cual tuvo un gran éxito de ventas en Estados Unidos y Canadá. El primer sencillo del álbum, "Jolene", alcanzó el primer lugar de la lista Hot Country Songs. este tema, además, fue nombrado por la revista Rolling Stone como una de las mejores canciones de todos los tiempos. El segundo sencillo fue "I Will Always Love You", una balada romántica que llegó al primer puesto del listado Hot Country Songs. Después de lanzar la placa Say Forever You'll Be Mine en 1975 junto a Wagoner, cuyo sencillo homónimo alcanzó el puesto número uno de las listas country de Canadá, hizo una pausa para solidificar su carrera como solista.
Durante este período, Elvis Presley señaló que deseaba versionar el tema compuesto por Parton "I Will Always Love You". La cantante se interesó inicialmente en la idea, hasta que el representante del músico, Tom Parker, le dijo que debía ceder más de la mitad de los derechos publicitarios si Presley grababa el tema, a lo que Parton se negó.

### Transición al Pop (1975-1979)

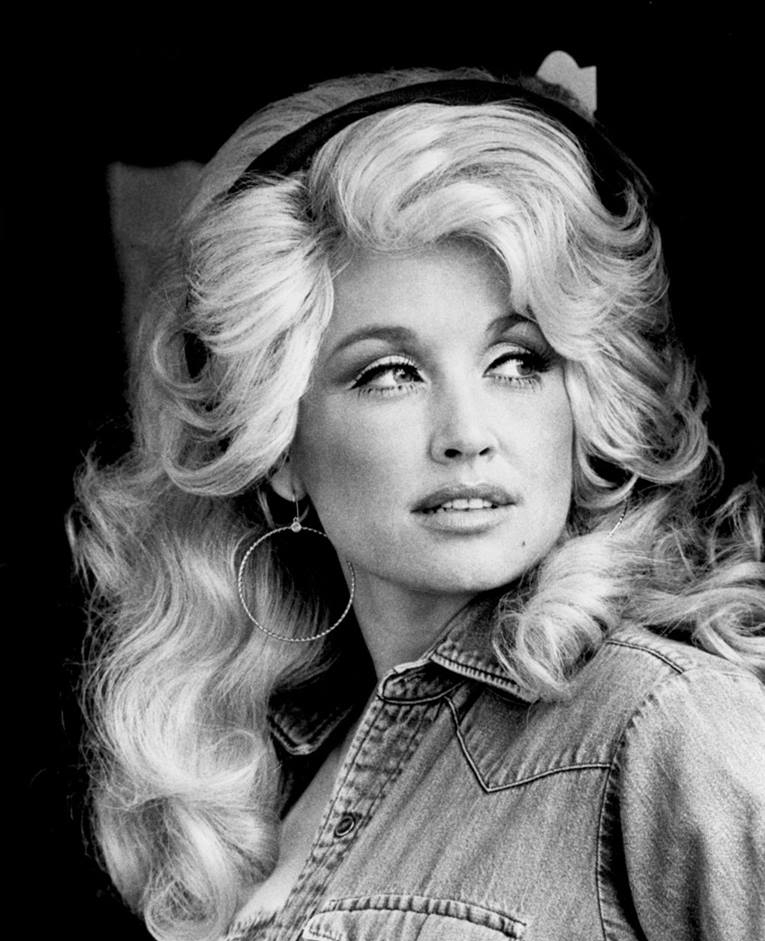
Imagen publicitaria de Parton, tomada en 1975.

Tras abandonar el programa de Porter Wagoner, Parton se reunió por última vez con el productor Bob Ferguson para grabar un nuevo álbum dedicado a la música country, The Bargain Store, publicado en marzo de 1975. De esta producción se extrajo un sencillo número uno en la lista Hot Country Songs, «The Bargain Store». Su siguiente trabajo de estudio, Dolly, vio la luz en noviembre del mismo año y contó con la participación de Wagoner como productor. Para esa época, pretendía ampliar su público y su primer paso hacia esta meta fue crear un programa televisivo de variedades titulado Dolly! (1976-1977), en el cual se la veía hacer comedia y actuaciones completamente en vivo con distintas celebridades invitadas, entre ellas Emmylou Harris, Linda Ronstadt, Karen Black y Kenny Rogers. Aunque el ciclo tuvo altos índices de audiencia, duró sólo una temporada, ya que el estrés que experimentó Parton le afectó sus cuerdas vocales, por lo que pidió rescindir el contrato.
Cuando pasó de ser copresentadora de The Porter Wagoner Show a ser conductora de su propio ciclo, Parton formó su primera banda a sus treinta años. Travlin' Family Band, con una formación que variaba desde cuatro hasta ocho miembros, todos familiares suyos, acompañó en conciertos a músicos como Willie Nelson y Mac Davis.
Los éxitos comenzaron a sucederse con la publicación de sus siguientes álbumes. En 1977 consolidó su éxito con la venta de más de un millón de copias de Here You Come Again, un álbum de música country comercial en el que combinó composiciones propias con canciones de Bobby Goldsboro, John Sebastian, Barry Mann y Cynthia Weil. Para su promoción se lanzaron a la venta dos sencillos: «Two Doors Down» y «Here You Come Again», los cuales alcanzaron los primeros puestos de las listas de éxitos Hot Country Singles y Hot Adult Contemporary Tracks. La segunda la hizo acreedora de su primer premio Grammy en la categoría de mejor vocalista country.
A raíz del éxito de Here You Come Again, sus álbumes comenzaron a desarrollarse en el estilo country pop. En mayo de 1979, publicó otro fructífero álbum, llamado Great Balls of Fire, el cual llegó al puesto número uno de las listas country de Canadá y fue certificado como disco de oro por la RIAA. El álbum tuvo dos sencillos: «You're the Only One» y «Sweet Summer Lovin'», canciones que se posicionaron en los primeros puestos de las listas de country y pop. En abril de 1978, Parton apareció en el programa televisivo de Cher, Cher...Special, cantando en vivo «Two Doors Down». Por su participación fue nominada al premio Emmy como mejor actriz de reparto de un programa de música, comedia o variedades.

### Explosión comercial e ingreso al cine (1980-1986)

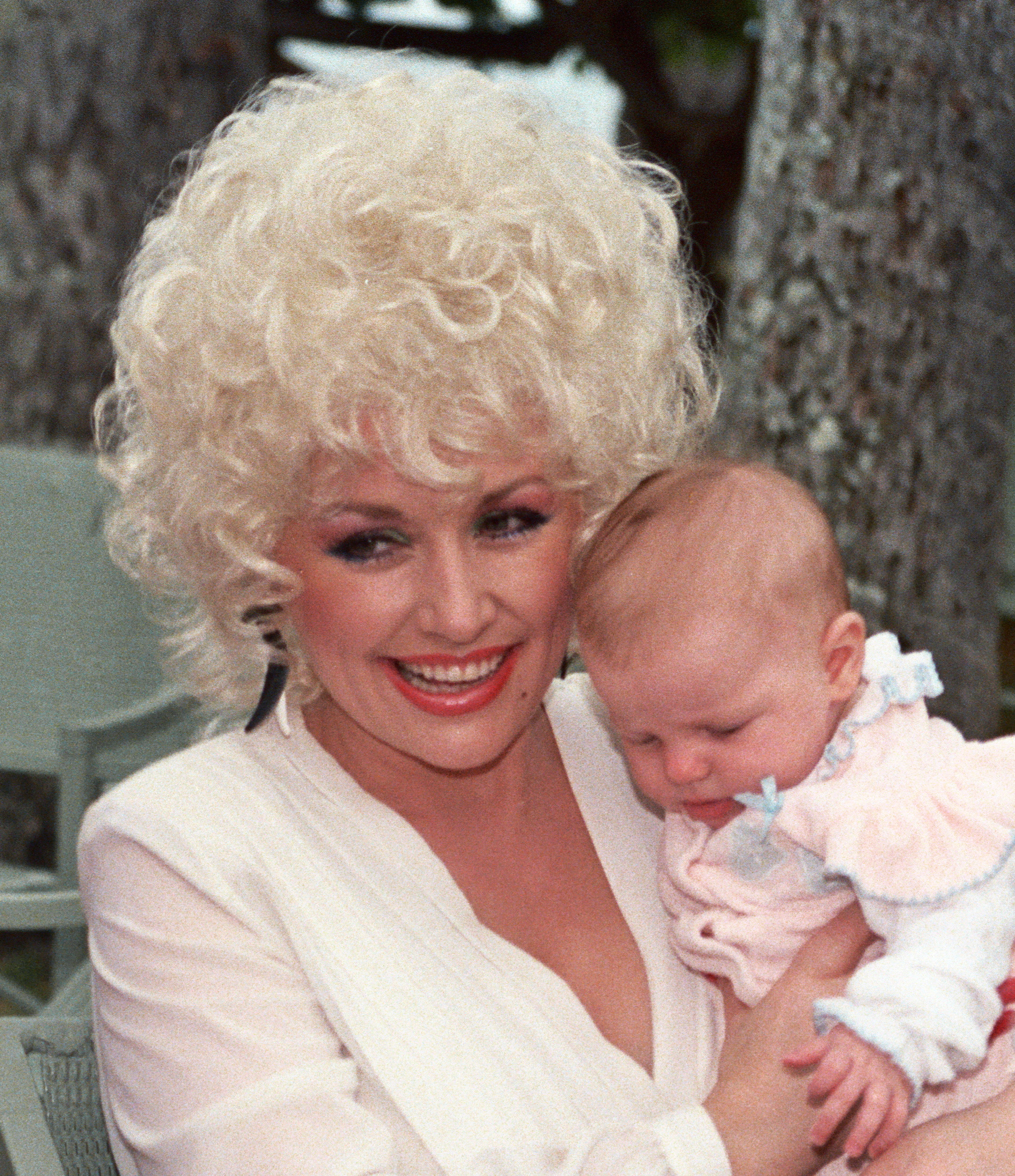
Dolly Parton en Honolulu, Hawái, 1983.

En 1980, Parton en el cine en la película Nine to Five (Cómo eliminar a su jefe) como Doralee Rhodes, donde interpretó a una de las tres secretarias que planean el secuestro de su explotador, sexista y abusivo jefe. Allí fue dirigida por Colin Higgins y compartió créditos con Jane Fonda y Lily Tomlin. Por su interpretación recibió reseñas mayoritariamente positivas y fue nominada al Globo de Oro como mejor actriz de comedia y nueva estrella del año. Para acompañar al filme compuso y grabó la canción «9 to 5», cuya letra estaba inspirada por la temática de la película, la cual consiguió ser nominada al Globo de Oro y al Óscar a la mejor canción original. La canción fue incluida en su siguiente álbum de estudio, 9 to 5 and Odd Jobs, que fue producido por Mike Post y Greg Perry. El crítico de Allmusic, William Ruhlmann lo aclamó diciendo «... el álbum más recomendable que Parton lanzó bajo el respaldo de RCA». Tres sencillos fueron lanzados del álbum, destacando «9 to 5», que se convirtió se convirtió en el primer tema de la cantante en encabezar tres listas de popularidad de Billboard: Hot 100, Hot Country Singles y Hot Adult Contemporary Tracks; y «But You Know I Love You». Asimismo, en la ceremonia de 1982 de los premios Grammy, la cantante ganó en las categorías de mejor vocalista country y mejor canción country por su tema musical «9 to 5».
Su siguiente papel fue en The Best Little Whorehouse in Texas (1982), un musical ambientado en la década de 1930 que recaudó más de 60 millones de dólares; Parton interpretó a Mona Stangley, la propietaria de un cabaré cuyo principal cliente es el personaje de Burt Reynolds. Esta actuación le valió una nominación a los premios Globo de Oro en la categoría de «Mejor actriz de comedia o musical». De la banda sonora se desprendieron dos sencillos: «Hard Candy Christmas» y una nueva versión de su canción «I Will Always Love You», que al igual que la grabación original de 1974, encabezó la lista Hot Country Songs. En abril de 1982, se puso a la venta su siguiente álbum de estudio, Heartbreak Express, que alcanzó el quinto puesto de la lista Top Country Albums. Tanto la canción homónima, como «Single Women» llegaron a la cima las listas de country en Canadá. Meses después, se publicó el recopilatorio Dolly Parton's Greatest Hits, que fue certificado con disco de platino por la RIAA. En 1983, la cantante colaboró con Kenny Rogers en el sencillo «Islands In The Stream», que llegó al primer puesto de la publicación Billboard Hot 100, permaneciendo allí durante dos semanas. Por dicha colaboración recibieron una nominación al premio Grammy como mejor actuación pop de un dúo o grupo. Siguiendo en el estilo country pop, Parton publicó Burlap & Satin (1983) y The Great Pretender (1984), los cuales recibieron críticas mixtas y alcanzaron el top de la lista de Billboard de álbumes de género country más vendidos. A finales de 1984, publicó junto a Rogers el álbum de temática navideña Once Upon a Christmas, el cual fue certificado con varios discos de platino por parte de la RIAA y CRIA.
En 1984, Parton protagonizó junto a Sylvester Stallone la comedia romántica Rhinestone, dirigida por Bob Clark, donde interpretó el papel de una cantante. Varios especialistas criticaron negativamente a Rhinestone, pero la mayoría destacó la actuación de Parton. El periódico New York Times describió la película como «una comedia terriblemente poco chistosa, en el que únicamente destaca la interpretación de la señorita Parton sobre todo el reparto». De la banda sonora se lanzaron varios sencillos, destacando «Tennessee Homesick Blues» y «God Won't Get You», que alcanzaron top 10 de las listas Hot Country Songs y otras listas de country.
Al año siguiente, lanzó su último álbum de estudio bajo el sello RCA Victor titulado Real Love, el cual contó con la producción de David Malloy. Para promocionar el álbum se eligieron cuatro sencillos: «Don't Call It Love», «Real Love» (que cantó a dúo junto a Kenny Rogers), «Think About Love» y «Tie Our Love (In a Double Knot)». A mediados de 1985, Parton comenzó la gira Real Love Tour, presentándose en diversas ciudades de Estados Unidos y Canadá acompañada de Rogers. Con las grabaciones de los conciertos de la gira, se realizó un programa especial emitido en la cadena HBO denominado Kenny Rogers and Dolly Parton: Together. En 1986 hizo el papel de Lorna Davis en la película para televisión A Smoky Mountain Christmas, al lado de Lee Majors como protagonista. En ese mismo año fundó su propia compañía de entretenimiento, Dollywood, compuesta por un parque temático (Dollywood), un restaurante (Dolly Parton's Dixie Stampede) y un parque acuático (Dollywood's Splash Country, ubicada en Pigeon Forge. Tras expirar su contrato con RCA Victor, Parton firmó Columbia Records en 1987.

### Retorno a las raíces del country tradicional (1987-1989)
Las interpretaciones incluidas en su primer trabajo para Columbia, titulado Rainbow y publicado en 1987, consistía en material de música country y pop combinado con dos composiciones propias, «Could I Have Your Autograph» y «More Than I Can Say». El álbum obtuvo escaso éxito comercial y se posicionó en el puesto 153 de la lista Billboard 200. A pesar de sus bajas ventas, su contrato no fue rescindido, aunque este sería el primero y último álbum de género country pop que lanzaría para ese sello discográfico.
En marzo de ese año, tuvo lugar la publicación del álbum que grabó junto a Emmylou Harris y Linda Ronstadt: Trio, cuya preparación llevó cerca de diez años. Para promocionarlo, el terceto apareció en programas de entretenimiento como The Rosie O'Donnell Show, Tonight Show y Late Show with David Letterman. El disco alcanzó el primer lugar en la lista de álbumes de género country más vendidos de Billboard, puesto que ocupó durante cinco semanas consecutivas, y logró vender más de cuatro millones de copias. Fue también ampliamente alabado por los críticos musicales y consiguió sendas nominaciones a los premios Grammy. Trio se alzó con el Grammy a la «Mejor colaboración vocal country» en 1988.
Durante esa época, Parton volvió a probar suerte como presentadora. Es así que en septiembre de 1987 volvió a la televisión con un nuevo programa de variedades semanal de la cadena ABC, titulado Dolly. En el programa, la cantante seleccionaba canciones clásicas que iban desde la década de 1960 en adelante, combinando a artistas tan variados como los músicos Kenny Rogers, Willie Nelson o Loretta Lynn con actores como Whoopi Goldberg o Burt Reynolds. El programa fue alabado por críticos y seguidores como el «último gran programa de variedades tradicional» al incluir una dinámica habitual con historias relatadas por la propia Parton y referencias a su imagen pública y a sus conocimientos musicales. Fue galardonado con dos premios People's Choice, en las categorías de «Mejor intérprete en una nueva serie televisiva» y «Mejor artista femenina». Al margen de las buenas reseñas que recibió, tuvo una baja audiencia, por lo que se lo retiró de la programación al finalizar la primera temporada.
Los siguientes años supusieron el retorno de Parton a sus raíces musicales, con un álbum de marcado carácter de música country tradicional: White Limozeen (1989), que incluía canciones tradicionales interpretadas con guitarra acústica. Esta producción tuvo un gran impacto en Norteamérica, particularmente en los Estados Unidos donde debutó en el tercer puesto de las listas de country. De este álbum salió el sencillo «Yellow Roses» que se convirtió en un gran éxito internacional llegando a la cima de las listas de popularidad. A este éxito le siguieron sencillos como «Why'd You Come in Here Lookin' Like That», «He's Alive» y «Time for Me to Fly». En 1989, interpretó a Truvy Jones, una carismática peluquera, en la comedia dramática Steel Magnolias (1989), adaptación cinematográfica de la obra de teatro homónima escrita por Robert Harling, bajo la dirección de Herbert Ross. El elenco de la película estaba conformado por un reparto femenino de primera línea, compuesto por Sally Field, Shirley Mc Laine, Daryl Hannah, Julia Roberts y Olympia Dukakis. Apreciada por la crítica, Steel Magnolias fue un éxito de taquilla y recaudó 80 millones de dólares en todo el mundo.

### Altibajos comerciales (1990-1999)
La década de los noventa fue un tiempo crítico tanto en el plano musical como en el actoral. En 1991, lanzó Eagle When She Flies, disco dedicado principalmente a la música country. El primer sencillo del álbum fue «Rockin' Years», el cual grabó a dúo junto a Ricky Van Shelton y alcanzó el primer puesto de la lista de éxitos Hot Country Songs. El video musical que acompañó la canción, dirigido por Michael Salomon, fue galardonado con un premio TNN Music City News. El segundo sencillo del disco fue la canción titulada «Silver and Gold», a la que le siguieron «Eagle When She Flies» y «Country Road». Además de «Rockin' Years», el álbum incluyó otros duetos, como el que realizó con la cantante Lorrie Morgan (titulado «Best Woman Wins») y con el cantautor Mac Davis («Wildest Dreams»). En cuanto a su recepción comercial, tuvo altas ventas. Tras su estreno consiguió certificarse como disco de oro en Canadá y platino en los Estados Unidos. Además alcanzó el primer puesto del conteo Top Country Albums de los álbumes de música country más vendidos. En la publicación de los disco más vendidos Billboard 200 alcanzó como máximo posicionamiento el número 24. Parton pasó gran parte de 1991 y de 1992 de gira promocionando Eagle When She Flies.
En años posteriores, Parton tuvo sucesivas apariciones en películas para televisión, como Wild Texas Wind, Unlikely Angel y Blue Valley Songbird. Además, en 1992 tuvo lugar lanzamiento el lanzamiento de la comedia Straight Talk, donde hizo el papel a Shirlee Kenyon, una locutora de radio a cuyo programa llaman los oyentes para contar sus problemas. El largometraje recibió reseñas mixtas y muchos criticaron negativamente la actuación de Parton. De la banda sonora de Straight Talk, publicada bajo el sello Hollywood Records, se lanzaron dos sencillos: «Straight Talk» y «Light of a Clear Blue Morning».
En febrero de 1993, lanzó su siguiente trabajo de estudio, Slow Dancing with the Moon, el cual al igual que su anterior disco de 1991 estuvo dedicado a la música country. En este nuevo disco interpretó doce canciones, de las cuales compuso ocho, y tuvo como sencillos los temas «Romeo» (que grabó junto a Mary Chapin Carpenter, Pam Tillis, Billy Ray Cyrus, Kathy Mattea y Tanya Tucker), «More Where That Came From» y «Full Circle». Tras su lanzamiento consiguió certificarse como disco de oro en Canadá y platino en los Estados Unidos.
Meses después, publicó Honky Tonk Angels junto a Loretta Lynn y Tammy Wynette, alcanzando un gran éxito comercial y demostrando el amplio rango vocal de Parton a la hora de versionar una nueva colección de canciones tradicionales de música country. De aquí se desprendieron los sencillos «Silver Threads and Golden Needles» y «It Wasn't God Who Made
Honky Tonk Angels», los cuales recibieron críticas mayormente positivas. En cuanto a su recepción comercial, el álbum logró muy pronto certificarse como disco de oro en Estados Unidos, situándose en el puesto 42 de los discos más vendidos del año, de acuerdo a datos de la publicación Billboard 200. El mismo año, contribuyó en la canción de James Ingram «The Day I Fall In Love» para la banda sonora del filme Beethoven's 2nd.
Aunque la buena recepción crítica continuó durante la segunda parte de la década de 1990, su éxito comercial comenzó a decaer de forma paulatina con la publicación de nuevos trabajos.
En agosto de 1995, publicó Something Special, el cual obtuvo reseñas entusiastas por parte de la crítica musical. Incluye un dúo junto a Vince Gill en el tema «I Will Always Love You», así como otras dos viejas composiciones suyas y siete nuevas piezas escritas especialmente para este disco. Los siguientes álbumes que lanzó en esos años serían solo fracasos comerciales como Treasures en 1996 y Hungry Again en 1998, algo que reconoció incluso la propia cantante. Finalizó la década con un repunte en su carrera gracias al lanzamiento de la esperada secuela de Trio: Trio II (1999), donde se reunió nuevamente con Emmylou Harris y Linda Ronstadt. Este álbum, si bien fue certificado por la RIAA como disco de oro, no alcanzó el éxito de ventas de su antecesor. Cabe señalarse que Trio II recibió dos nominaciones en la 42.ª entrega de los premios Grammy, ganando en la categoría de mejor colaboración vocal country por la nueva versión que hicieron del tema de Neil Young «After the Gold Rush». 1999 también marcó su entrada en el Museo y Salón de la Fama del Country.

### Trilogíabluegrass(1999-2003)

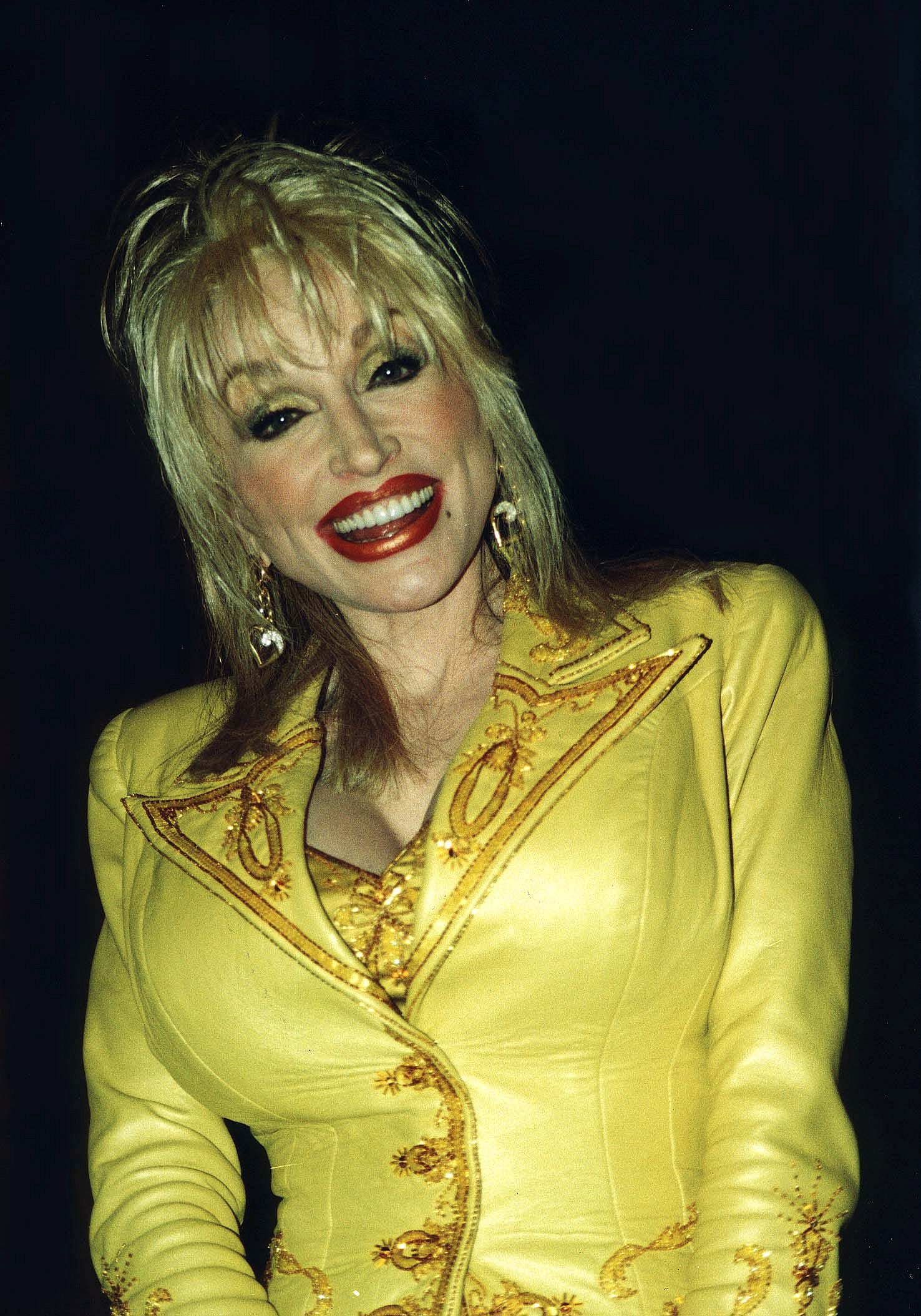
Parton en Washington D. C. en 2000.

La publicación en octubre de 1999 de The Grass Is Blue supuso un salto estilístico fundamental en su carrera al tratarse del primero de una de trilogía de álbumes de género bluegrass que lanzó bajo el respaldo de sello discográfico Sugar Hill Records (entre 1999 y 2002). El álbum, producido por Steve Buckingham, recibió reseñas positivas de diversas fuentes y ganó el premio Grammy en la categoría «Mejor álbum bluegrass».
El sucesor de The Grass Is Blue, Little Sparrow, fue lanzado a la venta el 16 de enero de 2001. Grabado en las ciudades de Nashville y Los Ángeles, el álbum fue producido por Steve Buckingham e incluye canciones que amplían la paleta de registros de Parton hacia el góspel y el folk. Resultó ser un gran éxito comercial en el Reino Unido, donde vendió más de 250.000 de unidades. Debutó en el primer puesto de la lista británica de álbumes de música country con mayores ventas, llamada Top Country Albums, donde permaneció durante ocho semanas consecutivas. En las listas estadounidenses Billboard 200 y Top Country Albums alcanzó los posicionamientos número 97 y 12 respectivamente. Para promocionarlo se lanzaron dos sencillos: «Little Sparrow», canción compuesta por la propia Parton, y «Shine», una nueva versión de la canción originalmente grabada por la banda Collective Soul. Por «Shine» ganó un premio Grammy en la categoría de «Mejor vocalista country». Después fue incluida en el Salón de la fama de los compositores.
La trilogía de álbumes de bluegrass se completó con la publicación en mayo de 2002 de Halos & Horns, que además contuvo géneros musicales country y folk. En julio de ese año, comenzó el Halos & Horns Tour, gira con la que visitó más de una decena de ciudades estadounidenses. Este tour fue el primero que realizó la artista en diez años. Para la promoción del álbum se lanzaron cuatro sencillos, entre 2002 y 2003: "If", "Hello God", "Dagger Through The Heart" y I'm Gone". Halos & Horns recibió mayoritariamente críticas positivas y obtuvo sendas nominaciones a los premios Grammy.

### Años experimentales (2003-2007)

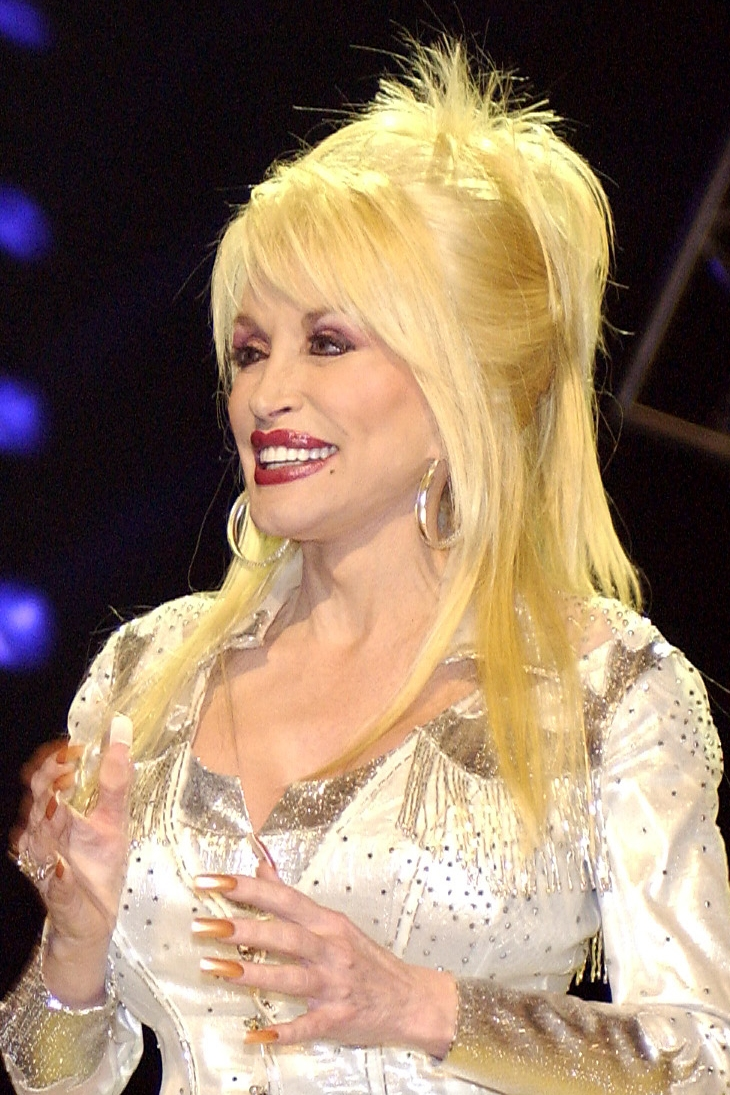
Dolly Parton durante una presentación en el programa Grand Ole Opry, 2005.

En junio de 2003, se publicó un nuevo álbum de grandes éxitos de Parton, titulado Ultimate Dolly Parton, que fue muy valorado por la crítica. En noviembre, lanzó For God and Country, el cual fue producido por la propia cantante, Kent Wells y Tony Smith. Sobre el mismo, luego comentó: «Estaba haciendo unos demos, cuando de repente pensé: este es el momento de hacer un álbum patriótico tipo gospel. Así nació For God and Country». No obstante, este álbum no consiguió ser tan exitoso como los anteriores, debido a las bajas ventas y a la escasa promoción que recibió, por lo que se lo consideró como un «fracaso». En ese mismo año, le rindieron un homenaje un grupo de cantantes de country y pop, entre ellas, Melissa Etheridge, Alison Krauss, Shelby Lynne, Emmylou Harris, Kasey Chambers, Allison Moorer, Shania Twain, Norah Jones y Sinéad O'Connor, en el CD que se tituló: Just Because I'm a Woman: Songs of Dolly Parton, puesto a la venta en el mes de octubre.
En septiembre de 2004, publicó un álbum en formato de CD y DVD titulado Live and Well, una colección de canciones en vivo sacadas de la gira de 2002 Halos & Horns, más precisamente de dos conciertos que brindó en el mes de diciembre en Pigeon Forge, Tennessee. Con el propósito de promocionar el disco, la cantante se embarcó en una gira denominada Hello I’m Dolly Tour, con la cual recorrió varias ciudades de Estados Unidos y Canadá. El tour tuvo una buena recepción tanto crítica como comercial, con ingresos superiores a los seis millones de dólares. Asimismo, fue galardonada por la cadena Country Music Television al nombrar su tema musical «I Will Always Love You» como la «mejor canción de amor de todos los tiempos».
Those Were the Days (2005), álbum dividido entre los géneros rock y folk, contó con las colaboraciones de Norah Jones, Keith Urban, Kris Kristofferson, Alison Krauss, Nickel Creek y Roger McGuinn, entre otros. Contiene en su totalidad canciones versionadas, entre ellas el éxito de 1971 de John Lennon «Imagine» y la canción de Bob Dylan «Blowin' in the wind». El álbum tuvo reseñas generalmente positivas de los críticos, quienes elogiaron su variedad de estilos y la voz de Parton. Más tarde, con el fin de promover el disco, la cantante comenzó la gira The Vintage Tour, visitando ciudades de Estados Unidos entre agosto y diciembre de 2005, cuyos conciertos fueron etiquetados como una «retrospectiva musical» al reinsertar varias de sus viejas composiciones en el repertorio.
La cantante continuó sus proyectos musicales y lanzó «Imagine» y «The Twelfth of Never» como sencillos de Those Were the Days, además de grabar canciones con artistas como George Jones y Brad Paisley. La canción grabada con Jones fue escrita por Hank Williams, Jr. y se la tituló «The Blues Man», mientras que su participación vocal en el tema de Paisley «When I Get Where I'm Going» fue muy elogiado y alcanzó el primer puesto de la lista Hot Country Songs. Ese mismo año, hizo un cameo en la comedia Miss Congeniality 2: Armed and Fabulous y fue nominada luego al Óscar y al Globo de Oro a la mejor canción original por el tema «Travellin' thru», compuesta para la película Transamérica.
Durante 2005 y 2006, Parton fue agasajada por su trayectoria y recibió la Medalla Nacional de las Artes y el premio del Centro John F. Kennedy.

### Backwoods Barbiey el musical9 to 5(2007-2010)

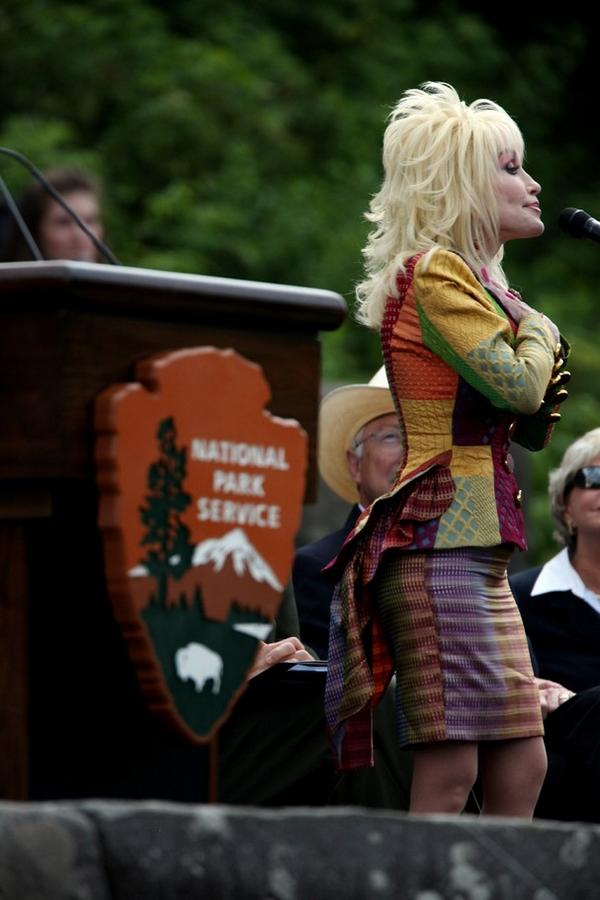
Parton cantando en el Great Smoky Mountains National Park en 2009.

El sencillo «Better Get to Livin'», que alcanzó el puesto 38 del conteo Hot Country Songs, y el álbum Backwoods Barbie, devolvieron a Parton a la conciencia popular tras casi una década de experimentación con otros musicales.
El susodicho álbum de estudio, Backwoods Barbie, fue lanzado en abril de 2008 y estuvo dedicado principalmente a la música country.
Llegó a la cima de las listas Country Albums Chart y Independient Albums, el álbum también debutó en el número 17 en el Billboard 200 y vendió más de 300.000 copias en las dos primeras semanas de publicación. Después de lanzar el segundo sencillo del disco, «Jesus & Gravity», Parton se embarcó en la gira Backwoods Barbie Tour, presentándose en Estados Unidos, Canadá y Europa. La gira tuvo una audiencia global de 113 000 personas y recaudó más de nueve millones de dólares. El álbum produjo otros tres sencillos: «Shinola», «Drives Me Crazy» y por último «Backwoods Barbie», pero ninguno de ellos ingresó en la lista Billboard Hot 100. En ese mismo año, la recopilación The Very Best of Dolly Parton se convirtió en un gran éxito en el Reino Unido, donde vendió más de 300.000 copias y fue certificada como disco de platino.
Mientras se encontraba de gira, Parton preparó el repertorio musical de la obra teatral 9 to 5, adaptación de la película del mismo nombre en la que ella había debutado como actriz en 1980. El musical, estrenado a finales de 2008 en el teatro Ahmanson de la ciudad de Los Ángeles, contó con la dirección de Joe Mantello, arreglos vocales de Stephen Oremus y coreografías de Andy Blankenbuehler. Al año siguiente, la obra se trasladó al teatro Marquis de Broadway, Nueva York, debutando en el mes de abril, con un gran éxito de crítica y público.
El 8 de mayo de 2009, recibió un doctorado honorario en letras humanas y musicales de la Universidad de Tennessee, en Knoxville. El 30 de junio del mismo año, cinco días después de la muerte del cantante Michael Jackson, Parton subió al sitio de Internet Youtube.com un video en el que expresó su dolor ante el fallecimiento del llamado "rey del pop". Aseguró que Jackson era un genio musical y una persona realmente muy dulce, con un corazón de ángel. Después de esto, en el mes de octubre, publicó un álbum en directo titulado Live from London, en formato de CD y DVD. En noviembre de ese año, lanzó por primera vez una caja recopilatoria, la cual fue titulada Dolly y contuvo 99 canciones de su catálogo musical.

### DeBetter DayaBelieve in You(2010-presente)

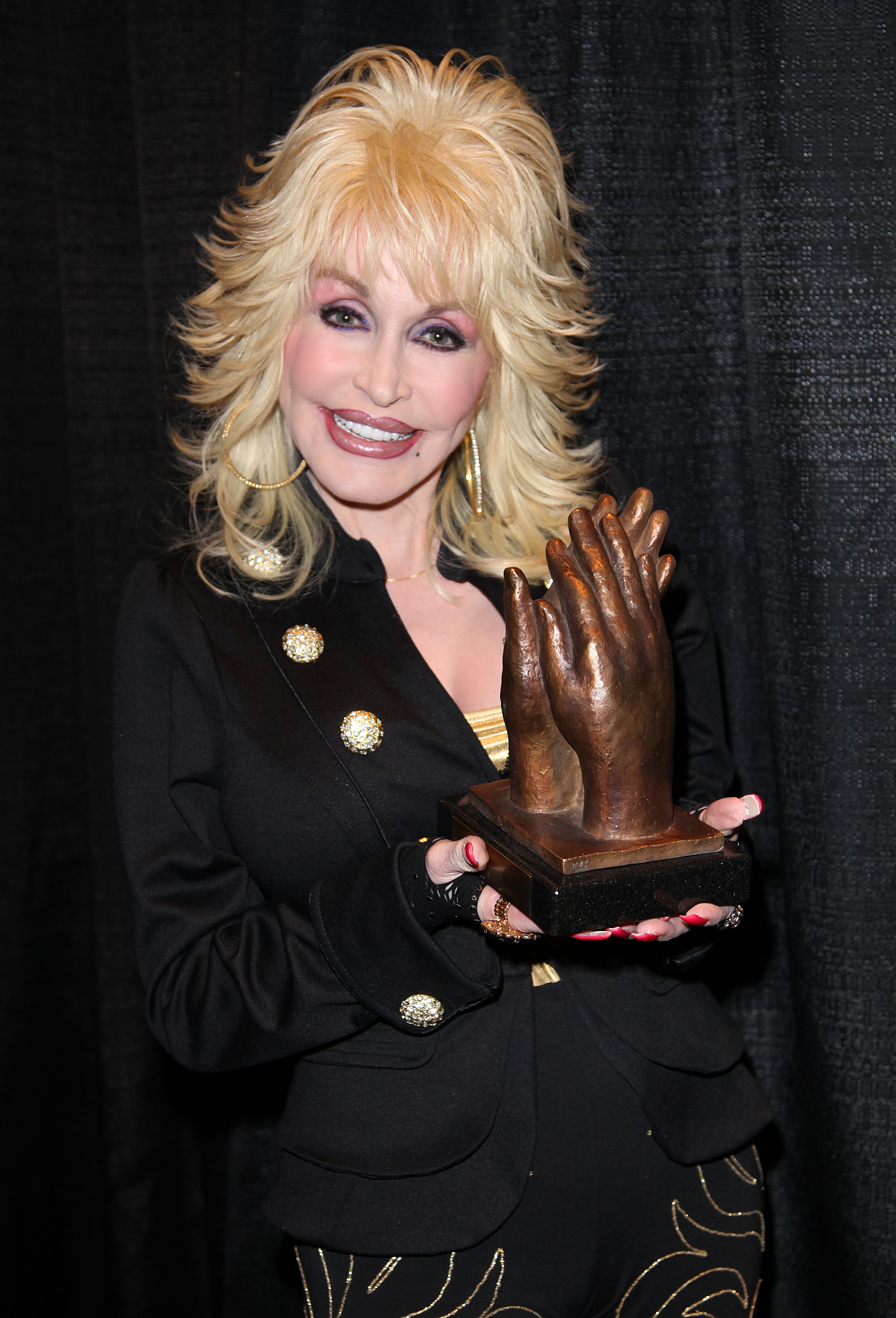
Parton recibiendo el premio Liseberg Applause en 2010.

Parton comenzó la nueva década ofreciendo una entrevista al periodista Larry King, donde habló de su historia y su vida con Porter Wagoner y reveló lo que pensaba sobre otros cantantes y compositores, así como el amor que sentía por su esposo. También interpretó «I Will Always Love You» en un episodio del programa The Oprah Winfrey Show y participó por última vez más como invitada en la serie Hannah Montana.
Pasados dos años de su último trabajo, Parton anunció en noviembre de 2010 que había empezado a trabajar en su siguiente álbum de estudio. Dos meses después, publicó en su web que, tras los rumores de una nueva publicación, iba a «dar un mensaje de optimismo», y el 9 de enero de 2011 reveló el título del nuevo trabajo, Better Day, publicado finalmente el 28 de junio de 2011. Better Day logró encabezar diversas listas de popularidad, entre ellas Australian Country Albums Chart y UK Country Albums Chart, y fue bien recibido por la crítica musical. Con el propósito de promocionar el disco se embarcó en la gira Better Day World Tour, que dio comienzo el 17 de julio de 2011 y visitó ciudades del sur de Estados Unidos y se extendió posteriormente a Australia y a Europa. Respecto a la gira, Parton dijo: «estoy muy emocionada por volver a salir de gira. Amo a mis fanáticos y he extrañado el cantar en vivo para ellos. Voy a ofrecerles muchas cosas nuevas con este espectáculo, como canciones inéditas de (mi álbum) Better Day y segmentos muy divertidos». Con una recaudación neta de 34 millones de dólares, se convirtió en su gira más rentable hasta ese momento. Cabe añadir que, a principios de 2011, la cantante fue galardonada en la 53° entrega de los premios Grammy con un premio en reconocimiento a su trayectoria.
En 2012, Parton obtuvo un papel en la película musical Joyful Noise como G. G. Sparraw, una cantante góspel. Aunque la película no fue bien recibida, la intérprete contribuyó con tres canciones a su banda sonora: «Not Enough Love», «From Here to the Moon and Back» y «He's Everything». Mientras filmaba la película, escribió el libro de autoyuda Dream More, que se publicó a través de la editorial G.P. Putnam's Sons. En 2013, participó en el largometraje A Country Christmas Story como parte de un reparto que incluyó actores como Nathan Forshey y Ryan Roets. Además, grabó con Willie Nelson una nueva versión de su canción «From Here to the Moon and Back», incluida en el álbum de Nelson To All the Girls..., publicado el 15 de octubre de 2013, y participó en la canción «You Can't Make Old Friends» del álbum de Kenny Rogers You Can't Make Old Friends.

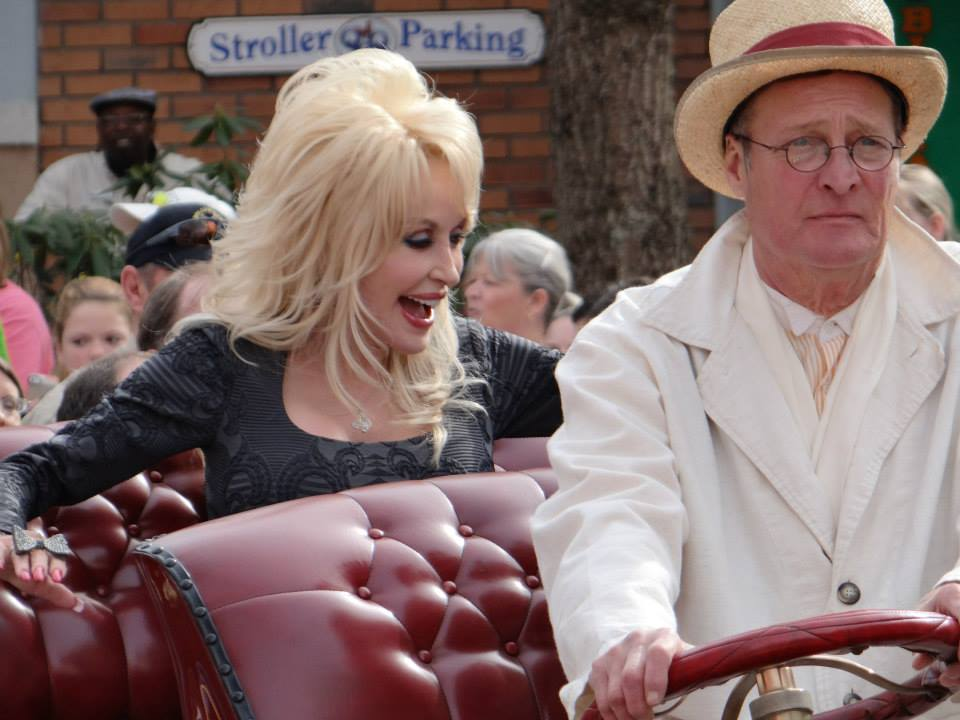
Parton dando un paseo por Dollywood durante 2014.

En enero de 2014, se lanzó Blue Smoke, que contó con las colaboraciones de Willie Nelson y, una vez más, Kenny Rogers. Contenía varias canciones versionadas, entre ellas el éxito de 1962 de Bob Dylan «Don't Think Twice, It's All Right». Los críticos de Country Weekly y AllMusic quedaron impresionados con esta producción, al escribir que «era un buen recorrido por diferentes sonidos». Paralelamente, se embarcó en la gira Blue Smoke World Tour, que continuó hasta julio. La gira visitó ciudades en Europa, Oceanía y América del Norte y fue una de las giras más taquilleras del año, ganando 23 millones de dólares en 38 espectáculos.

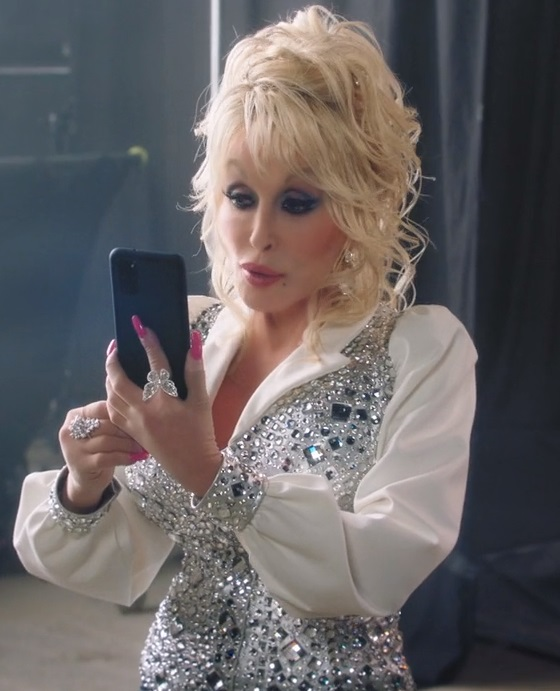
Parton en 2022.

En 2015, Parton estrenó una película para televisión en la que únicamente cumplía funciones como productora y narradora, Dolly Parton's Coat of Many Colors, un drama de carácter biográfico que narra eventos de su niñez.
Su siguiente álbum de estudio fue Pure & Simple (2016), en donde se deshizo del sonido ligero de su anterior disco, ofreciendo en su lugar un country que fue señalado por la crítica como «dulce» y «luminoso». Rolling Stone lo elogió como «una producción de buen gusto, simple y eficaz». El álbum debutó en el número uno de la lista de Billboard Top Country Albums, siendo el primer disco de la artista en alcanzar dicho posicionamiento en veinticinco años, desde Eagle When She Flies de 1991. Se extrajeron los sencillos «Pure & Simple», «Outside Your Door» y «Head Over High Heels». Para promocionar Pure & Simple, después de sucesivas apariciones en televisión, comenzó su gira Pure & Simple Tour el 3 de junio, que constó de 63 conciertos.
En septiembre de 2018, lanzó una nueva versión de su canción «Here I Am» con la colaboración de la cantante australiana Sia. Este sencillo forma parte de la banda sonora de la película original de Netflix Dumplin, protagonizada por Jennifer Aniston.
El 14 de marzo de 2021, la canción There Was Jesus de Zach Williams en dúo con Parton, fue elegida mejor canción de música cristiana contemporánea en la ceremonia de entrega de los premios Grammy.
En noviembre de 2022 fue incluida en el Salón de la Fama del Rock & Roll junto a artistas como Eminem y Lionel Richie.
En junio de 2025 anuncian que en Noviembre le concederán junto a Tom Cruise el Oscar Honorífico en honor a su trayectoria profesional y sus labores benéficas.

## Vida personal

### Familia
Parton es la cuarta de 12 hijos. Sus hermanos son Willadeene, David Wilburn (1942–2024), Coy Denver, Robert Lee (Bobby), Stella Mae , Cassie Nan, Randle Huston ( Randy ; 1953–2021), Larry Gerald (1955), los gemelos Floyd Estel (1957–2018) y Frieda Estelle, y Rachel Ann.
El 30 de mayo de 1966, Parton y Carl Thomas Dean (1942–2025) se casaron en Ringgold, Georgia. Aunque Parton no usa el apellido de Dean profesionalmente, ha declarado que su pasaporte dice "Dolly Parton Dean", y a veces usa Dean al firmar contratos.
Dean, que estaba retirado de dirigir un negocio de pavimentación de carreteras con asfalto en Nashville, evitaba la publicidad y rara vez acompañaba a su esposa a los eventos. Parton dijo en broma que solo la vio actuar una vez, y también afirmó en entrevistas que, aunque parecía que pasaban poco tiempo juntos, era porque nadie lo veía en público. Comentó sobre el lado romántico de Dean, diciendo que hacía cosas espontáneas para sorprenderla y, a veces, incluso le escribía poemas. En 2011, Parton dijo: "Estamos realmente muy orgullosos de nuestro matrimonio. Es el primero para los dos. Y el último". El 6 de mayo de 2016, Parton anunció que ella y Dean renovarían sus votos en honor a su 50 aniversario de bodas a finales de mes. El 3 de marzo de 2025, Parton anunció en sus redes sociales que Dean había muerto en su casa de Nashville a la edad de 82 años.
Aunque Parton nunca ha tenido hijos, ella y Dean ayudaron a criar a varios de sus hermanos menores en Nashville, lo que llevó a sus sobrinos y sobrinas a referirse a ellos como "tío Peepaw" y "tía abuela"; este último apodo que más tarde prestó su nombre a uno de los restaurantes de Parton en Dollywood . Parton también es la madrina de la cantautora y actriz Miley Cyrus.

### Creencias
Parton dice que es una cristiana comprometida , lo que ha influido en muchos de sus lanzamientos musicales. En varias oportunidades habló sobre su fe en Dios y ha escrito canciones y ha colaborado con otros intérpretes musicales canciones sobre sus creencias.
En la edición de enero de 2024 de la revista New Humanist , habló sobre su enfoque liberal de la fe. “Ni siquiera diría que soy religiosa, aunque crecí en ese contexto. Pero tengo mucha fe en mí misma y he tenido la suerte de haber estado rodeada de grandes personas durante toda mi vida, de mi tío Bill y de mi familia, que me han apoyado, y de todas las personas que he conocido a lo largo del camino”.

## Carrera cinematográfica
Parton debutó en el cine en 1980, representando el papel de Doralee Rhodes en la película Nine to Five (Cómo eliminar a su jefe), alcanzando una buena acogida en todo el mundo. Allí fue dirigida por Colin Higgins y compartió créditos con Jane Fonda y Lily Tomlin. Por su interpretación recibió reseñas mayoritariamente positivas y fue nominada al Globo de Oro como «Mejor actriz de comedia o musical» y como «Nueva estrella del año».
El siguiente largometraje protagonizado por Parton fue la comedia Straight Talk, dirigida por Barnet Kellman; allí personificó a Shirlee Kenyon, una locutora de radio a cuyo programa llaman los oyentes para contar sus problemas. La película recibió reseñas mixtas y muchos criticaron negativamente la interpretación de Parton. En 1989 formó parte de Steel Magnolias donde interpretó a Truvy Jones, una estilista, y compartió créditos con Sally Field, Julia Roberts, Olympia Dukakis, Shirley McLaine y Daryl Hanna. Poco después hizo una aparición a modo de cameo en la película The Beverly Hillbilies, de 1993, la cual resultaría ser su última aparición en el cine en la década de 1990. Asimismo, Parton interpretó a Ruby Diamond, una cantante que al morir descubre que para entrar en el Cielo necesita hacer buenas obras, así que se convierte en ángel y vuelve a la Tierra para ayudar a una familia, en la película para televisión de CBS Unlikely angel. Poco después protagonizó una nueva película para televisión, titulada Blue Valley Songbird y estrenada en 1999. Tiempo después, en 2000, se presentó como invitada en la comedia de situación Bette, de la cadena CBS.
En 2002, participó en la película de Disney Frank McKlusky, C.I., una comedia donde representó el papel de Edith McKlusky, la madre de un detective (interpretado por Dave Sheridan), que recibió reseñas negativas y en Norteamérica salió a la venta directamente en DVD. Cabe añadirse que hizo una breve aparición en la película Miss Congeniality 2: Armed and Fabulous, de 2005. Figuró en tres episodios de la serie de Disney Channel Hannah Montana entre 2006 y 2011 en el rol de Dolly Stewart, la tía de Miley Stewart —interpretada por Miley Cyrus—. Más tarde, la artista declaró que haber aceptado ese papel había sido una de las mejores decisiones de su carrera.

## Otros proyectos

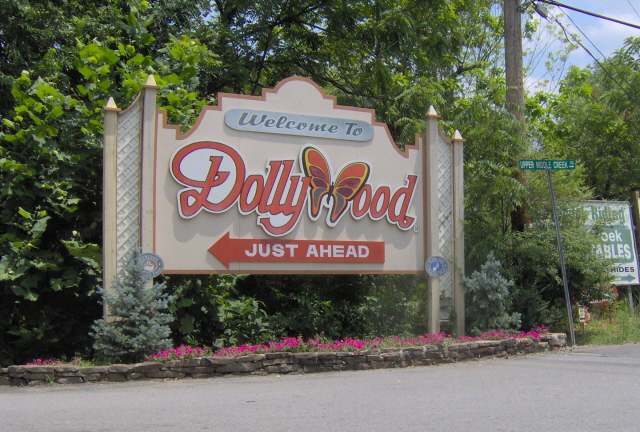
Entrada del parque temático Dollywood, propiedad de Parton.

A comienzos de 1978, Parton lanzó una colección limitada de muñecas con su nombre, inspiradas por los vestidos que usó durante su estadía en el programa musical The Porter Wagoner Show. En 1986, se convirtió en la copropietaria del parque temático Silver Dollar City Tennessee, ubicado en Pigeon Forge, Tennessee, Estados Unidos. En este periodo, lo remodeló casi por completo y lo llamó Dollywood. Desde su apertura resultó ser todo un éxito. Al día de hoy es visitado por más de tres millones de personas cada año. En este parque, Parton realiza numerosos conciertos, festivales y presentaciones para recaudar fondos para su fundación de beneficencia, la Fundación Dollywood.
En diciembre de 2006, donó 500 000 dólares a un hospital de su pueblo natal para honrar al Dr. Robert F. Thomas, el médico que atendió a su madre durante el parto. Para financiar este proyecto la cantante realizó un concierto para recaudar fondos, al que acudieron alrededor de 8000 personas. En ese mismo año, publicó un libro de cocina titulado Dolly's Dixie Fixin's. La recaudación de las ventas fueron donadas a la Fundación Dollywood.
En respuesta a la pandemia de COVID-19, Parton donó 1 millón de dólares para la investigación al Centro Médico de la Universidad de Vanderbilt en abril de 2020 y alentó a todo aquel que pudiese pagarlo a hacer donaciones similares. Dijo que se sentía "una chica muy orgullosa de saber que tendría algo que ver con aquello que nos ayudaría a superar esta loca pandemia". En marzo de 2021, Parton esperó rigurosamente hasta su turno para ser vacunada contra COVID-19 en la Universidad de Vanderbilt, donde previamente había donado el millón de dólares para investigaciones médicas, incluida Moderna y recibió la dosis de esa versión de la vacuna. Dolly Parton animó con fuerza a todos a vacunarse cuando les llegase su turno, y cantó una canción (una adaptación de Jolene) para celebrar su vacunación.
En 2023, la cantante de country abrió un perfil de Pinterest e hizo anuncios en su perfil de Instagram, que alberga algunas de sus recetas de dulces, tartas vintage y elaboraciones estrella que puso a la venta en Estados Unidos.

## Logros

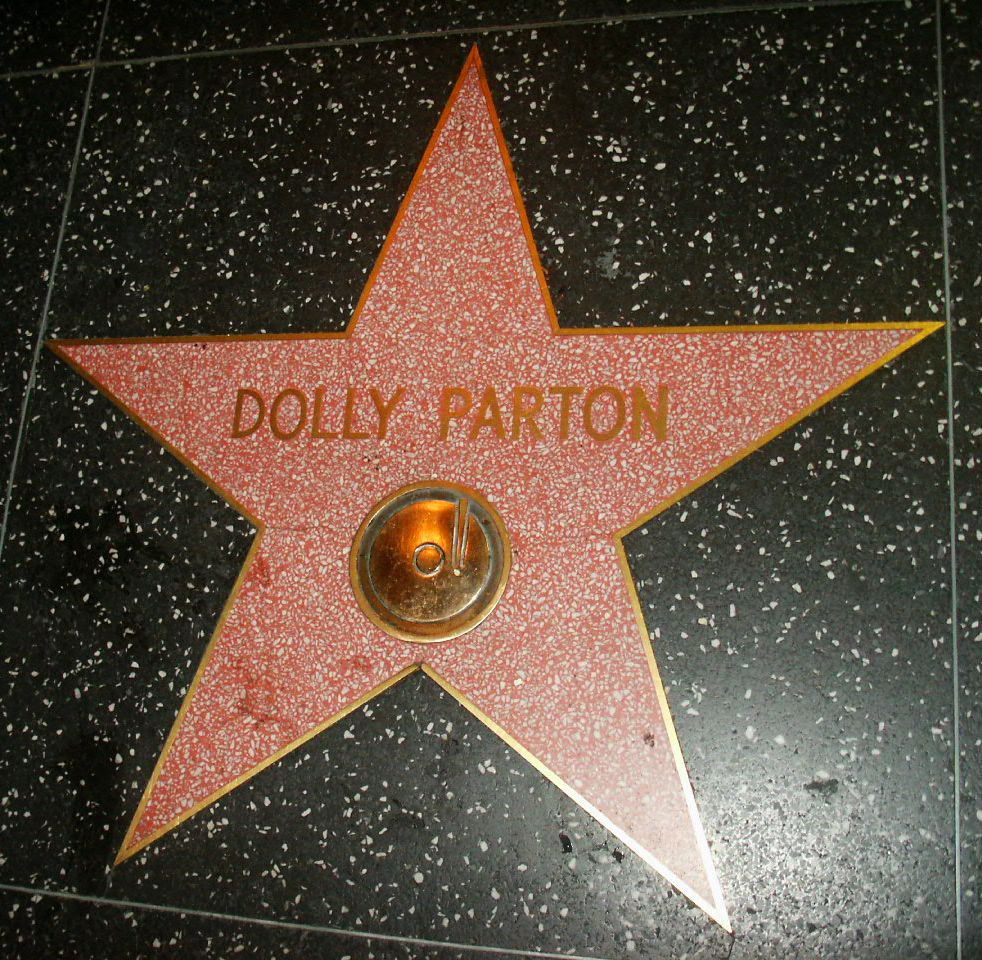
Estrella en el Hollywood Walk of Fame de Dolly Parton

Parton es una de las artistas country femeninas más honradas de todos los tiempos. La Record Industry Association of America ha certificado 25 de sus lanzamientos de sencillos o álbumes como Disco de Oro, Disco de Platino o Disco Multi-Platino. Ha tenido 26 canciones que alcanzaron el número 1 en las listas de Billboard. Tiene 42 álbumes country posicionados entre los 10 primeros puestos a lo largo de su carrera, batiendo el récord para cualquier artista. Hasta 2012, había escrito más de 3000 canciones y vendido más de 100 millones de discos, lo que la convirtió en una de las artistas femeninas con mayores ventas de todos los tiempos. En 2021, consiguió convertirse en la única artista en conseguir entradas en las listas de música country en cada una de las siete décadas de su trabajo.
A lo largo de su carrera, Parton ha ganado un total de once premios Grammy (incluido su Grammy a la trayectoria de 2011) y un total de cincuenta nominaciones a los premios Grammy, la segunda mayor cantidad de nominaciones de cualquier artista femenina en la historia de estos prestigiosos premios. 
En los American Music Award, ganó tres premios de 18 nominaciones. En la Asociación de Música Country, ha ganado diez premios de 42 nominaciones.
En la Academia de Música Country, ha ganado siete premios y 39 nominaciones. Ella es una de las seis artistas femeninas (incluidas Reba McEntire, Barbara Mandrell, Shania Twain, Loretta Lynn y Taylor Swift) en ganar el premio. El más alto honor de la Asociación de Música Country, Artista del Año (1978). También ha sido nominada a dos Premios de la Academia y a un Premio Tony. Fue nominada a un Premio Emmy por su aparición en un especial de televisión de Cher de 1978. Ella recibió una estrella en el Paseo de la Fama de Hollywood por su música en 1984, ubicado en 6712 Hollywood Boulevard en Hollywood.
En 2005, fue honrada con la Medalla Nacional de las Artes, el más alto honor otorgado por el gobierno de Estados Unidos por la excelencia en las artes. El premio lo entrega el presidente de los Estados Unidos. El 3 de diciembre de 2006, Parton recibió los Honores del Centro Kennedy del Centro John F. Kennedy para las Artes Escénicas por su vida dedicada a las artes. En 2018, Parton recibió una segunda estrella en el Paseo de la Fama de Hollywood, junto a Linda Ronstadt y Emmylou Harris en reconocimiento a su trabajo como trío. En 2019, recibió el premio MusiCares Person of the Year. En 2022, fue incluida en el Rock and Roll Hall of Fame.
Premios Óscar
| Año  | Categoría              | Canción          | Película                | Resultado |
| ---- | ---------------------- | ---------------- | ----------------------- | --------- |
| 1981 | Mejor canción original | "Nine to Five"   | Cómo eliminar a su jefe | Nominada  |
| 2006 | Mejor canción original | "Travelin' Thru" | Transamérica            | Nominada  |

Nickelodeon Kids' Choice Awards
| Año  | Categoría                     | Canción                                          | Resultado |
| ---- | ----------------------------- | ------------------------------------------------ | --------- |
| 2025 | Colaboración musical favorita | "Please Please Please" junto a Sabrina Carpenter | Nominadas |

## Discografía
| - 1967: Hello, I'm Dolly - 1968: Just Because I'm a Woman - 1969: In the Good Old Days (When Times Were Bad) - 1969: My Blue Ridge Mountain Boy - 1970: The Fairest of Them All - 1971: Joshua - 1971: Golden Streets of Glory - 1971: Coat of Many Colors - 1972: Touch Your Woman - 1972: My Favorite Songwriter: Porter Wagoner - 1973: My Tennessee Mountain Home - 1973: Bubbling Over - 1974: Jolene - 1974: Love Is Like a Butterfly | - 1975: The Bargain Store - 1975: Dolly - 1976: All I Can Do - 1977: New Harvest... First Gathering - 1977: Here You Come Again - 1978: Heartbreaker - 1979: Great Balls of Fire - 1980: Dolly, Dolly, Dolly - 1980: 9 to 5 and Odd Jobs - 1982: Heartbreak Express - 1983: Burlap & Satin - 1984: The Great Pretender - 1985: Real Love - 1987: Rainbow | - 1989: White Limozeen - 1991: Eagle When She Flies - 1993: Slow Dancing with the Moon - 1996: Something Special - 1996: Treasures - 1998: Hungry Again - 1999: The Grass Is Blue - 2001: Little Sparrow - 2002: Halos & Horns - 2003: For God and Country - 2005: Those Were the Days - 2008: Backwoods Barbie - 2011: Better Day - 2014: Blue Smoke - 2023: Rockstar |

## Giras
- 1984-85: Real Love Tour
- 1986: Think About Love Tour
- 1989: White Limozeen Tour
- 1990-1991: Eagle When She Flies Tour
- 2002: Halos & Horns Tour
- 2004: Hello I'm Dolly Tour
- 2005: The Vintage Tour
- 2006-2007: An Evening with Dolly Parton
- 2008: Backwoods Barbie Tour
- 2011: Better Day World Tour
- 2014: Blue Smoke World Tour

## Libros
- Parton, Dolly (1979). Just the Way I Am: Poetic Selections on "Reasons to Live, Reasons to Love and Reasons to Smile" from the Songs of Dolly Parton (en inglés). Blue Mountain Press. ISBN 978-0883960431.
- Parton, Dolly (1 de octubre de 1994). Dolly: My Life and Other Unfinished Business (en inglés). HarperCollins. ISBN 978-0060177201.
- Parton, Dolly (18 de enero de 1996). Coat of Many Colors. Harper Collins. ISBN 978-0064434478. (requiere registro).
- Parton, Dolly (2006). Dolly's Dixie Fixin's: Love, Laughter and Lots of Good Food. Viking Studio. ISBN 9780670038145.
- Parton, Dolly (2009). I Am a Rainbow (en inglés). G.P. Putnam's Sons. ISBN 9780141330105.
- Parton, Dolly (2012). Dream More: Celebrate the Dreamer in You. Putnam Pub Group. ISBN 9780399162480.
- Parton, Dolly; Oermann, Robert K. (2020). Dolly Parton, Songteller: My Life in Lyrics. San Francisco: Chronicle Books. ISBN 978-1797205090.
- Parton, Dolly; Patterson, James (2022). Run, Rose, Run (en inglés). Little, Brown & Company. ISBN 978-0-7595-5434-4.
- Parton, Dolly (2023). Dolly Parton's Billy The Kid Makes It Big (en inglés). Penguin Workshop. ISBN 9780593661574.
- Parton, Dolly; Seaver, Rebecca; George-Warren, Holly (2023). Behind the Seams: My Life in Rhinestones. Ten Speed Press. ISBN 9781984862129.
- Parton, Dolly; Parton-George, Rachel (2024). Good Lookin' Cookin': A Year of Meals - A Lifetime of Family, Friends, and Food. Ten Speed Press. ISBN 9781984863164.
- Parton, Dolly (2024). Dolly Parton's Billy The Kid Comes Home for Christmas (en inglés). Penguin Workshop. ISBN 9780593755006.